# التعلم الإدراكي الحسي
التعلّم الإدراكي الحسي هو تعلّم المهارات الأفضل للإدراك الحسي. على سبيل المثال، تمييز نغمتين موسيقيتين عن بعضهما، أو تصنيف الأنماط المكانية والزمانية ذات الصلة بخبرات الحياة الواقعية مثل القراءة، أو إدراك العلاقات بين قطع الشطرنج، أو معرفة ما إذا كانت صورة الأشعة السينية تبيّن وجود ورم.
تشمل الصيغ الحسية كلًّا من الصيغ البصرية والسمعية واللمسية والشمية والذوقية. يُعتبر التعلّم الإدراكي الحسي أساسًا هامًا لإرساء العمليات المعرفية المعقدة (أي اللغة)، إذ يتفاعل مع الأنواع الأخرى من التعلّم بهدف إنتاج الخبرة الإدراكية الحسية. يقوم التعلّم الإدراكي الحسي على التغييرات في الدوائر العصبية. تبقى القدرة على التعلم الإدراكي الحسي موجودة طوال الحياة.

## أمثلة

### التمييز الحسي الأساسي
أوردت الدراسات المختبرية العديد من الأمثلة للتحسينات الكبيرة في الحساسيات الناجمة عن المهام المنوطة بالتعلّم الإدراكي الحسّي المنظّم بصورة مناسبة. في مهمات فيرنييه لاختبار حدة البصر، يحدد المراقبون مكان خطّ بالنسبة إلى آخر، أي إن كان أعلاه أم أسفله. غالبًا ما يكون المراقبون غير المدربين جيدين جدًا في هذه المهمة، لكنّهم يتحسنون بمقدار 6 أضعاف بعد تدريبهم. وقد تبين وجود تحسينات مماثلة لتمييز الحركة البصرية وحساسية التوجيه. أما في المهام المتعلقة بالبحث المرئي، يُطلب من المراقبين إيجاد هدف محدد مخفي بين مشتّتات أو أثناء وجود ضوضاء.  تشير دراسات التعلم الإدراكي الحسي المرتبطة بالبحث المرئي إلى دور التجربة في تحسين الحساسية والسرعة بشكل كبير. في إحدى الدراسات التي أجراها كلّ من كارني وساجي، تبيّن أن الوقت الذي استغرقه الخاضعون للدراسة في إيجاد خط مائل في حقل من الخطوط الأفقية قد تحسّن بشكل كبير، إذ انخفضت المدّة الزمنية من نحو 200 مللي ثانية في جلسة واحدة إلى نحو 50 مللي ثانية في جلسة لاحقة. يمكن للبحث المرئي أن يتطوّر فيصبح تلقائيًا وفعّالًا للغاية من خلال الممارسات الملائمة، إلى درجة تمكّن المراقبين من البحث بسرعة أكبر حتّى مع وجود العديد من العناصر في حقل البحث. بُرهن التعلم الإدراكي الحسي اللمسي من خلال مهام البراعة المكانية مثل التمييز اللمسي الموجه للأسطح المحزّزة، والمهام الإدراكية الحسية الاهتزازية اللمسية مثل التمييز الترددي؛ إذ ينتقل أثر التعلّم اللمسي هذا من الأصابع المدربة إلى تلك غير المدرّبة. قد يشكّل التدريب على القراءة باستخدام طريقة برايل والاعتماد اليومي على حاسة اللمس أساسًا لتعزيز البراعة المكانية اللمسية للمكفوفين مقارنةً بالأفراد المبصرين.

### في العالم الطبيعي
يُعتبر التعلّم الإدراكي الحسي منتشرًا ومتكرر الحدوث بشكل مستمر في الحياة اليومية. يتكيّف نظامنا الإدراكي الحسّي مع العالم الطبيعي؛ ولذلك أصبحنا أفضل في التمييز بين المحفزات المتعددة المنطوية على فئات مختلفة لا في التمييز بين المحفزات المتعددة من الفئة ذاتها؛ إذ نميل لأن نكون أقل حساسية للاختلافات بين حالتين من الفئة ذاتها أيضًا. توصف هذه الآثار بأنها نتيجة للإدراك الحسي الفئوي، إذ لا تنتقل تأثيرات الإدراك الحسي عبر الفئات.
يميل الأطفال الرضّع إلى فقدان الحساسية للاختلافات بين أصوات الكلام عندما يصلون إلى عمر 10 أشهر، وذلك عندما تكون الأصوات المختلفة منتمية إلى الفئة الصوتية ذاتها في لغتهم الأم. يتعلم الرّضع الانتباه على الاختلافات البارزة بين الفئات الصوتية في لغتهم الأم، وتجاهل الفئات الأقل صلةً باللغة. يقوم الخبراء من لاعبي الشطرنج بترميز القطع الأكبر من المواقع والعلاقات على رقعة الشطرنج (نظرية التقطيع)، إذ لا يحتاجون إلى القيام بالعديد من المجازفات لإعادة إنشاء رقعة الشطرنج ذاتها بشكل كامل. لا يكمن السبب في امتلاكهم لمهارة بصرية متفوّقة، بل في استنباطهم المتقدم للأنماط الهيكلية الخاصة بالشطرنج.
تسفر ممارسة القراءة باللغة الإنجليزية بشكل مكثف عن تحسين الاستنباط والمعالجة السريعة للنظم الهيكلية لأنماط التهجئة الإنجليزية. يوضّح تأثير تفوّق الكلمة هذا الأمر، إذ غالبًا ما يكون الأشخاص أسرع في التعرّف على الكلمات مقارنةً بالأحرف.
فيما يتعلّق بالوحدات الصوتية الكلامية، تبيّن أن المراقبين الذين يستمعون إلى متسلسلة من المقاطع المكوّنة من حرف ساكن وحرف متحرك، والمفصول بينهما بمسافات زمنية متساوية، كتلك التي تنتقل من /بي/ إلى /دي/، أسرع بكثير في إدراكهم لاختلاف المقطعين عند انتمائهما لفئات صوتية مختلفة، مقارنةً بسرعة إدراكهم لاختلاف المقطعين عندما يكونان نوعين مختلفين من الوحدة الصوتية ذاتها، حتّى وإن تساوت الفروق المادية بين كل زوج من المقاطع.
تشمل الأمثلة الأخرى للتعلم الإدراكي الحسي في العالم الطبيعي القدرة على التمييز بين الطبقات الصوتية في الموسيقى، وتحديد الأورام في صور الأشعة السينية، وفرز الصيصان البالغة من العمر يوم واحد بحسب جنسها، وملاحظة الاختلافات الطفيفة في الطعم بين أنواع البيرة أو النبيذ، والتعرّف على الأوجه المنتمية إلى أعراق مختلفة، واكتشاف الملامح التي تميز الوجوه المألوفة، والتمييز بين نوعين من الطيور («البلشون الأزرق الكبير» و«عصفور الدوري الزقزاق»)، والرؤية الانتقائية لقيم التدرّج والتشبّع اللوني والسطوع التي تشمل تحديد اللون.

## لمحة تاريخية موجزة
حظيت الحقيقة القائلة بأن الممارسة الكثيرة تمكّن الأفراد من الوصول إلى الخبرة الإدراكية الحسّية الباهرة –سواء في تذوّق النبيذ أو تقييم النسيج أو التفضيل الموسيقي- بقدر من الاعتراف لعدّة قرون، جنبًا إلى جنب مع المصطلح الشائع «المران يؤدي إلى الكمال». يعود أول تقرير موثّق إلى منتصف القرن التاسع عشر، إذ يُعتبر المثال الأول على التدريب اللمسي الهادف إلى تقليل المسافة المحدودة التي يميّز الأفراد من خلالها ما إذ لُمست نقطة أو اثنتين من جلدهم. تبيّن أن هذه المسافة (الفرق المحسوس فقط أو «جاي.إن.دي») تتناقص كثيرًا بشكل طردي مع الممارسة، وأن هذا التحسّن يبقى موجودًا في الأيام التالية على الأقل. علاوةً على ذلك، يُحدَّد هذا التحسن جزئيًا على الأقل بمنطقة الجلد المدربة. تبيّن وجود تحسّن كبير في المواقع الجلدية التي كان التمييز الأولي فيها شديد التباين (على سبيل المثال، في منطقة الظهر)، وذلك على الرغم من عدم قدرة التدريب على نقل الفرق المحسوس فقط من المناطق الجافة أصلًا إلى المناطق الدقيقة أصلًا (مثل أطراف الأصابع).  كرّس ويليام جيمس قسمًا من كتابه «مبادئ علم النفس» (1890/1950) لـ«تحسّن التمييز من خلال الممارسة». أشار إلى بعض الأمثلة وأشاد بأهمية التعلّم الإدراكي الحسّي في اكتساب الخبرة. درّب المنظّر التعليمي البارز كلارك إل. هل بعض الأفراد المشاركين في عام 1918 على تعلّم تصنيف الشخصيات الصينية المشوّهة إلى فئات. استخدم لكلّ فئة ستّة حالات تتشارك فيما بينها في بعض الخصائص الهيكلية الثابتة. تعلّم الأفراد ربط صوت باعتباره اسمًا لكل فئة، والأهم من ذلك هو تمكّنهم من تصنيف الشخصيات الجديدة بدقة. وسمت هذه القدرة على استخراج الثوابت من الحالات وتطبيقها بهدف تصنيف حالات جديدة هذه الدراسة بصفتها تجربة تعلّم إدراكي حسي. لم تنشر إليانور جيبسون كتابها المعتمد «مبادئ التعلم والتطوير الإدراكي الحسي» حتى عام 1969، الكتاب الذي عرّف المجال الحديث للتعلم الإدراكي الحسي. أرست جيبسون أساسًا لدراسة التعلّم الإدراكي الحسّي بصفتها تحقيق في سلوك التغيير الإدراكي الحسي وآليته. أما بحلول منتصف سبعينيات القرن العشرين، عانى هذا المجال من الركود بسبب تحوّل التركيز إلى التنمية الإدراكية الحسية والمعرفية في مرحلة الطفولة. تميل معظم الأوساط العلمية إلى الحد من تأثير التعلّم مقارنةً بالآليات الفطرية. لذا ركّزت معظم هذه الأبحاث على توصيف القدرات الإدراكية الحسية الأساسية للأطفال الرضّع بدلًا من التركيز على عمليات التعلم الإدراكية الحسية.